# 有松・鳴海絞り

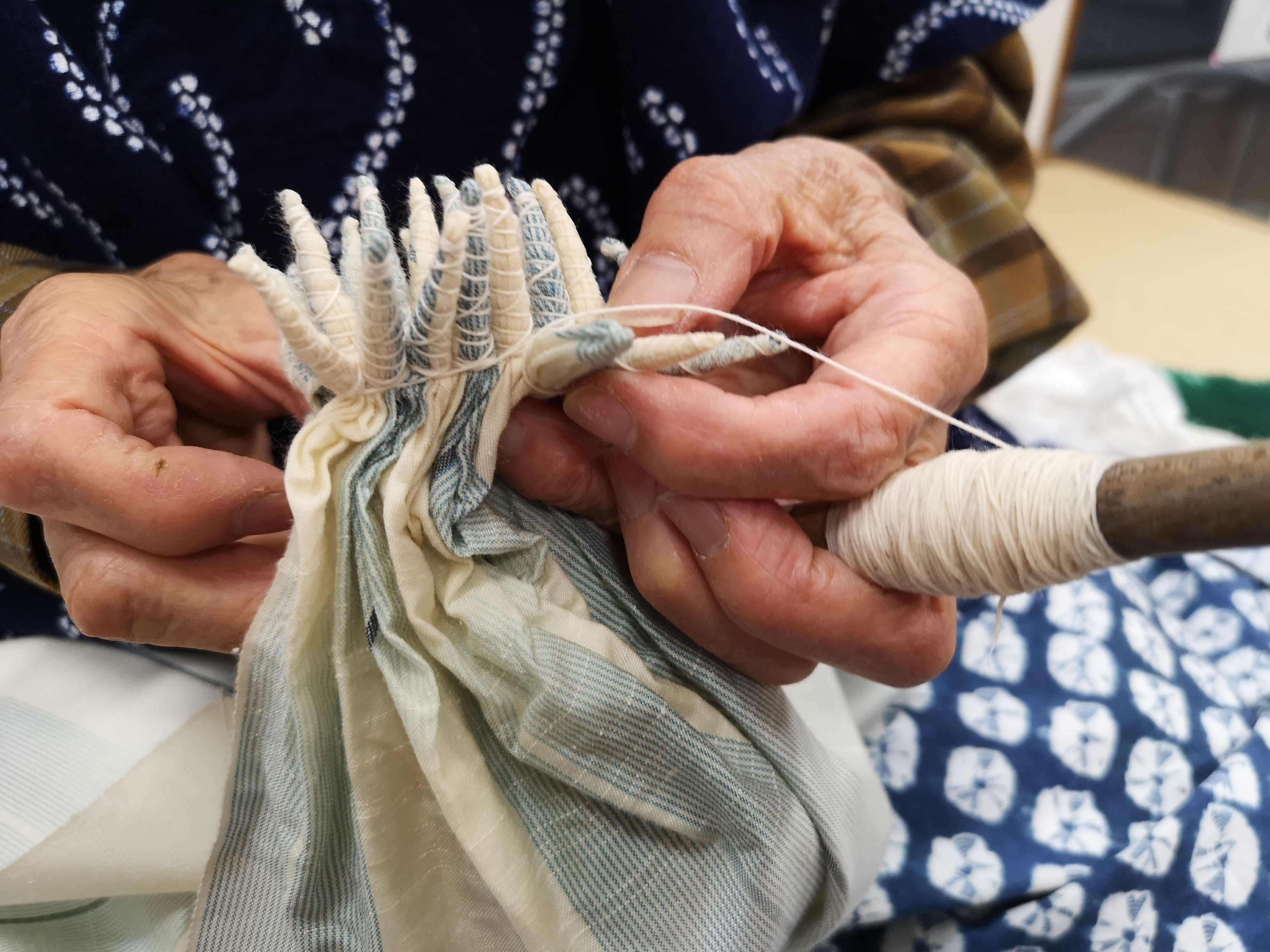
有松絞りの「手蜘蛛絞り」のくくり

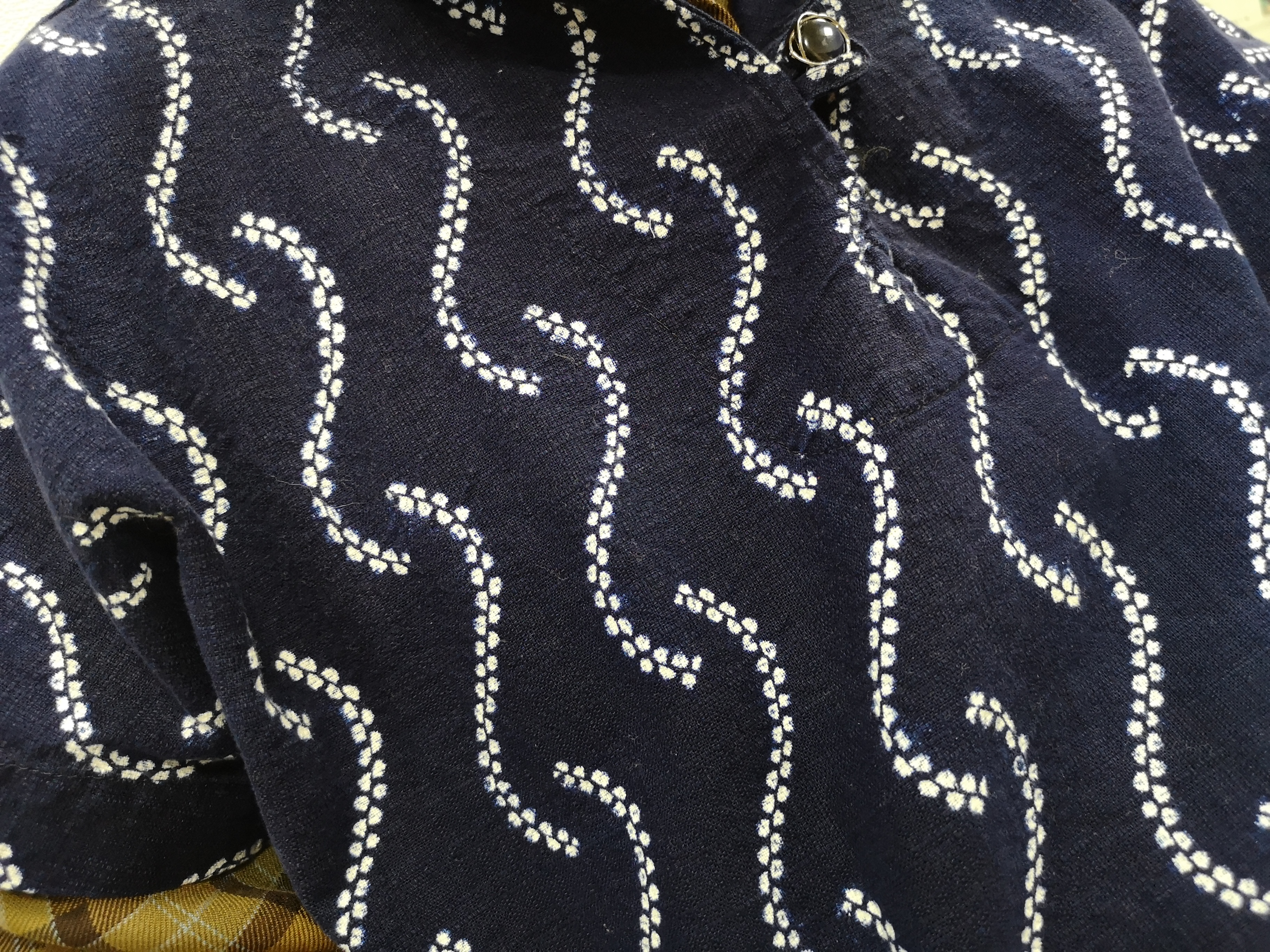
折縫い模様の有松絞りで仕立てられた洋服

有松・鳴海絞り（ありまつ・なるみしぼり）は、愛知県名古屋市緑区の有松・鳴海地域を中心に生産される絞り染めの織物である。江戸時代に誕生して以降、日本国内における絞り製品の大半を生産しており、1975年（昭和50年）9月4日、愛知県初の国の伝統工芸品に指定された。「有松絞り」、「鳴海絞り」と個別に呼ばれる場合もある。

## 特徴

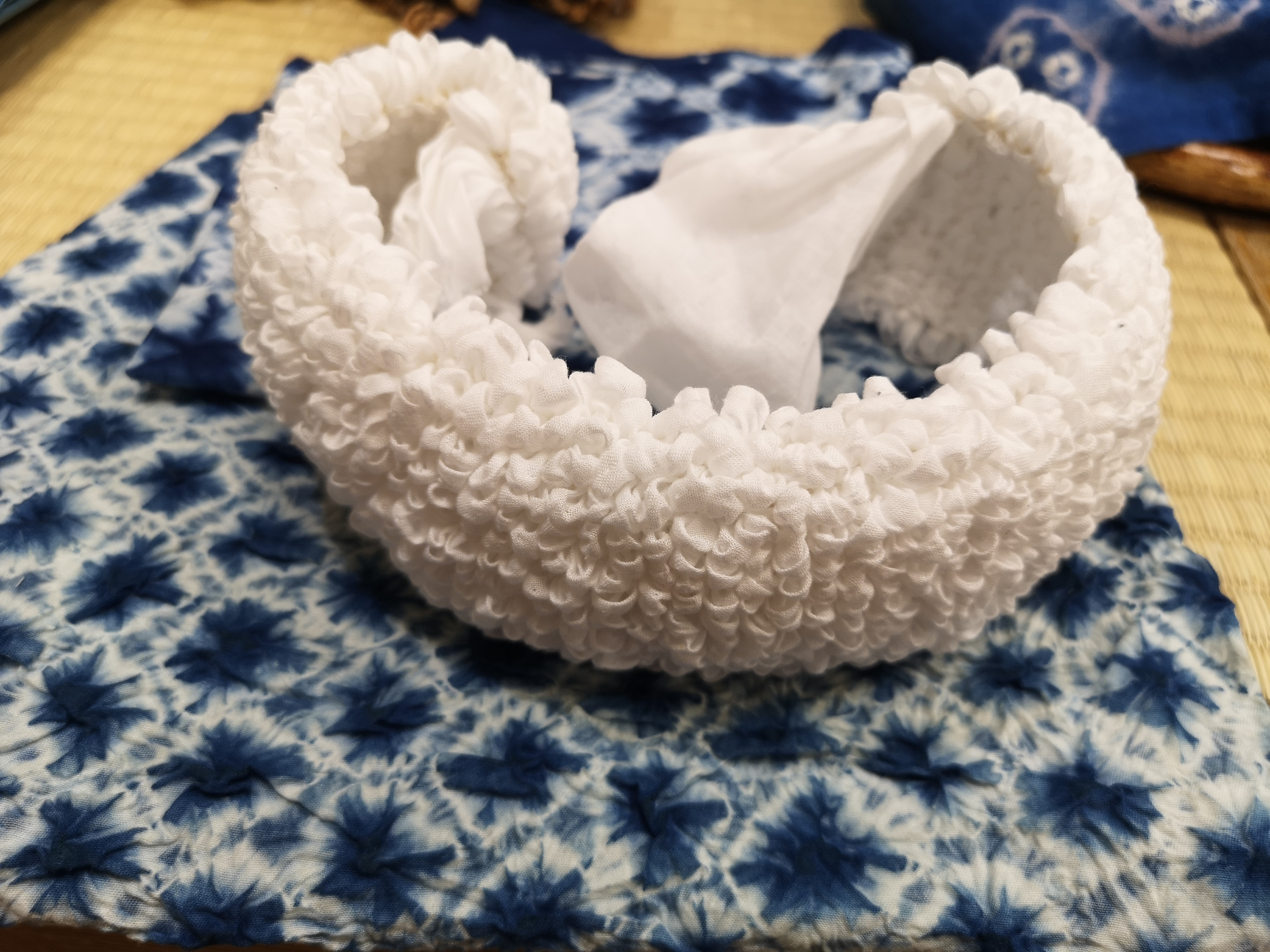
三浦絞

木綿布を藍で染めたものが代表的で、糸のくくり方で模様が変わる。その技法から、「くくり染め」とも称する。愛知県名古屋市有松・鳴海地方の伝統工芸で、すべての工程がほぼ手作業によるため、非常に手間と時間を要する。
江戸時代に尾張藩が藩の特産品として保護したことにより、さかんに生産され、明治から大正時代にかけて新たな技法の開発により質量ともに発展を遂げた。様々な糸のくくりの技法と、技法の組み合わせによって生じる多彩な模様は最盛期には100種類以上、21世紀に伝え知られているものだけでも70種類はあり、その種類の豊富さにおいて世界一とみられ、他の絞り染め生産地に類を見ない。伝統的工芸品産業の振興に関する法律における「伝統的工芸品指定品目」に認定され、日本国外においても「SHIBORI」といえば有松を示す。伝統工芸品でありながら、継続的に多くの技術が開発・改良されてきた稀な事例とされる。
江戸時代には、東海道を往来する旅人に、故郷への土産物として好まれたことから街道随一の名産品として知られ、その様子は葛飾北斎や歌川広重らの浮世絵にも様々に描写されている。

## 歴史

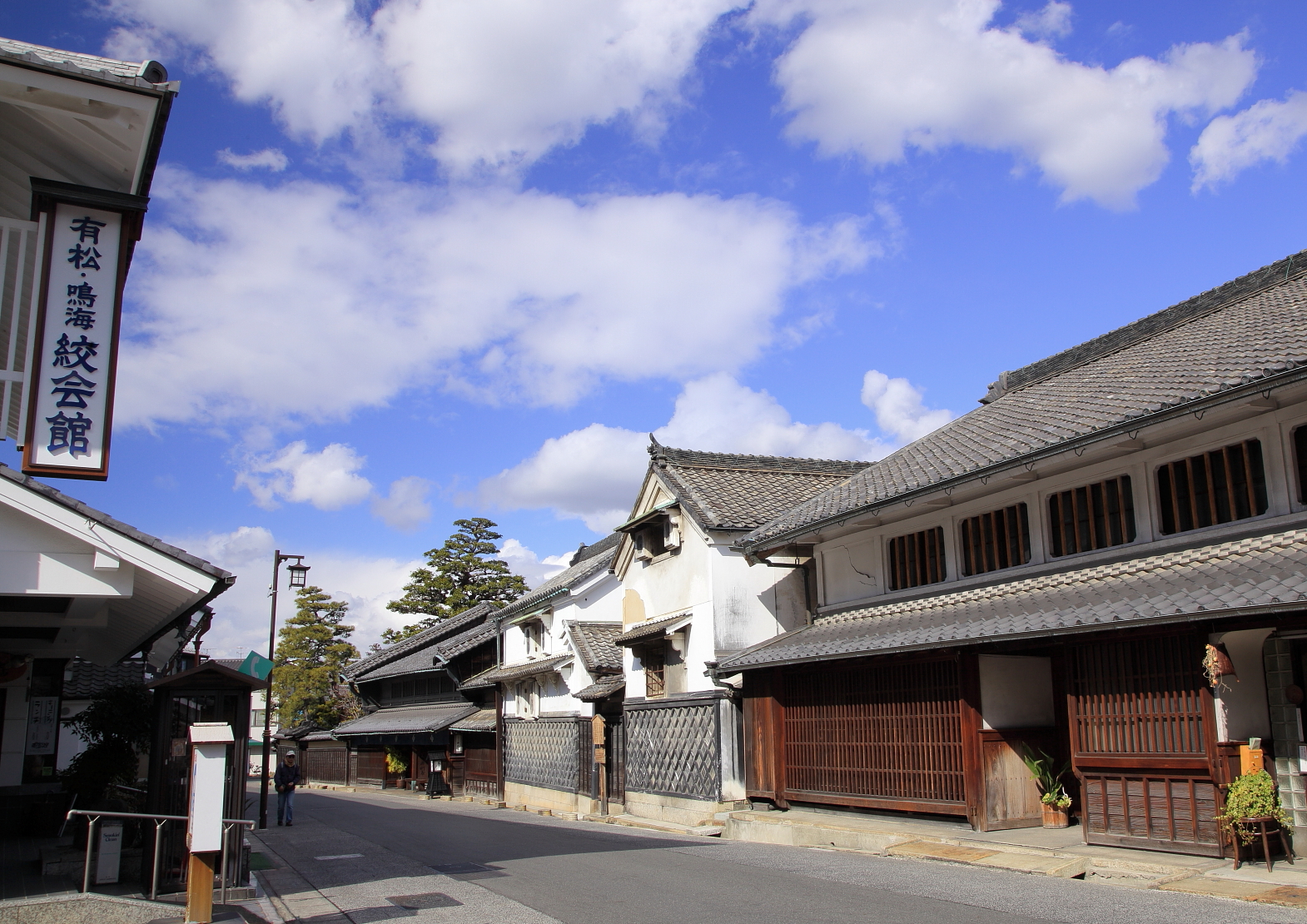
有松の旧東海道沿いの町並み（重要伝統的建造物群保存地区）

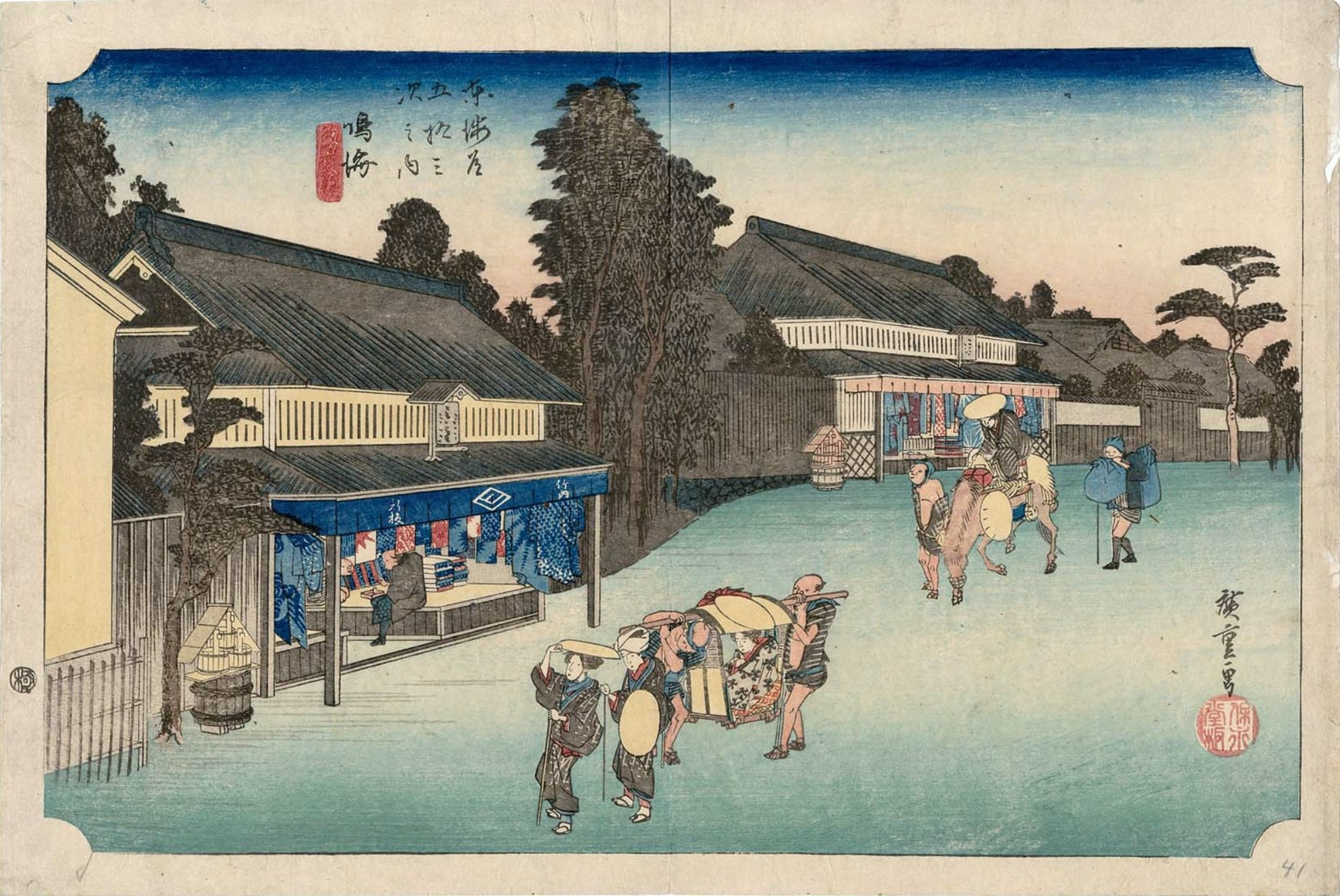
歌川広重の描いた東海道「鳴海宿」

### 発祥
諸説あるが、いずれも九州の豊後絞りの影響を受けて、江戸時代初期に始まったとされる。
一般によく知られている有松・鳴海絞りの発祥は、慶長年間（1596 - 1615年）、竹田庄九郎なる人物が、手ぬぐいに「豆しぼり」をつくり販売したのがはじまりとされる。庄九郎は、これを「九九利絞(くくりしぼり)」と呼んだ。1610年（慶長15年）から1614年（慶長19年）にかけて行われた名古屋城の築城（天下普請）のために、九州・豊後から来ていた人々の着用していた絞り染め衣装を見て、当時生産が始められていた三河木綿あるいは知多木綿に絞り染めを施した手ぬぐいを、街道を行きかう人々に土産として売ったという。有松・鳴海絞会館には、有松絞りの開祖として竹田庄九郎の功績をたたえ、記念碑が建立されている。
有松地域は、江戸時代のはじめには松林が生い茂る人家の無い荒野であったため、街道に盗賊が出没し危険な地域となっていた。尾張藩は、この地域を通る東海道の旅人の安全と保護のため付近に集落を設ける必要性から、1608年（慶長13年）に知多郡一帯に移住を奨励する触書を発布した。有松の中心地の道路沿い数百メートルの範囲を対象とし、移住者にはいっさいの夫役を免じて、免租地の特権を与えると布告したものである。こうして、東海道沿いに新しい集落として有松が開かれた。竹田庄九郎は、尾張藩の奨励に応じた最初に移住した8人のうちの1人で、知多郡の阿久比庄（あぐいのしょう）から移ってきた農民であったという。
竹田庄九郎をはじめ移住者たちは、はじめ東海道沿いにささやかな萱葺の家を建てて茶屋を開業したものの、鳴海宿までの距離が近かったことから、茶店を出したり草鞋を売るようなありきたりな商売では間の宿としての発展も望めなかった。しかし、有松地域は丘陵地帯であるため、耕作に適する土地ではなく、移住者の暮らしぶりは困窮した。1625年（寛永2年）における有松村の石高はわずか14石5斗余であったという。そこで考案されたのが有松絞りであった。
竹田庄九郎を開祖とし、慶長年間に生産をはじめたとする説は、『有松町史』や染色織史等に数多く紹介されて広く知られるようになり、21世紀初頭において定説となっている。その由来は、『有松纐纈記』『竹田家系譜』からの引用である。この定説には一部史実の混同があり、尾張藩の記録である『寛文村々覚書』（1672年）によれば、新町（のちの有松）の町造りのはじまりは1635年（寛永12年）とされ、慶長年間には新町も有松村も存在していないことから、有松絞りの発祥は名古屋城築城時ではなく、築城後の寛永年間(1624年―1645年)以降であると指摘する研究者もいる。ただし、1610年（慶長15年）の名古屋城築城の際に府内藩の武士あるいは人夫が2年間滞在したことは事実であり、そのなかに豊後の絞り染が施された着衣や手拭いを身に付けた人夫などがおり、有松・鳴海地方の人々の目に触れて、この地方で絞り染めがはじまっていたと考えるのは、自然であると考えられる。有松には、最初に移住した庄九郎ら8人に続き、1613年（慶長18年）までに新たに7人が移住し、1625年（寛永2年）までにさらに14名が移住した。「寛文村々覚書」によれば、1671年（寛文11年）には、有松村には家屋31軒、151人が居住するまでに発展し、このうち男は83人、女は68人であったという。
また、一説によれば、有松・鳴海絞りの発祥は「三浦絞」であるとする。1655年（万治元年）に豊後（現在の大分県）より移住した医師・三浦玄忠の妻によって豊後絞りの技法が伝えられた、また一説によれば、三浦玄忠自身が江戸に下る際に鳴海宿で病を得て寝込み、里人に受けた看護の礼として絞り染めを伝授したとも伝えられる。また、東海道を往来した豊後の大名行列が、鳴海宿に宿泊した際、供の者の装束や持ち物に豊後絞りをみつけた有松の者が教えを請うたのではないかとも推察されている。
いずれにせよ鳴海に伝わったこの技法は「三浦絞」あるいは「豊後絞」「鳴海絞」の名で呼ばれて21世紀にも伝えられており、人名を冠した絞り名はこの「三浦絞」系のみとされる。鳴海絞りでは、この三浦玄忠夫人を鳴海絞りの開祖と伝えている。

### 江戸期における発展

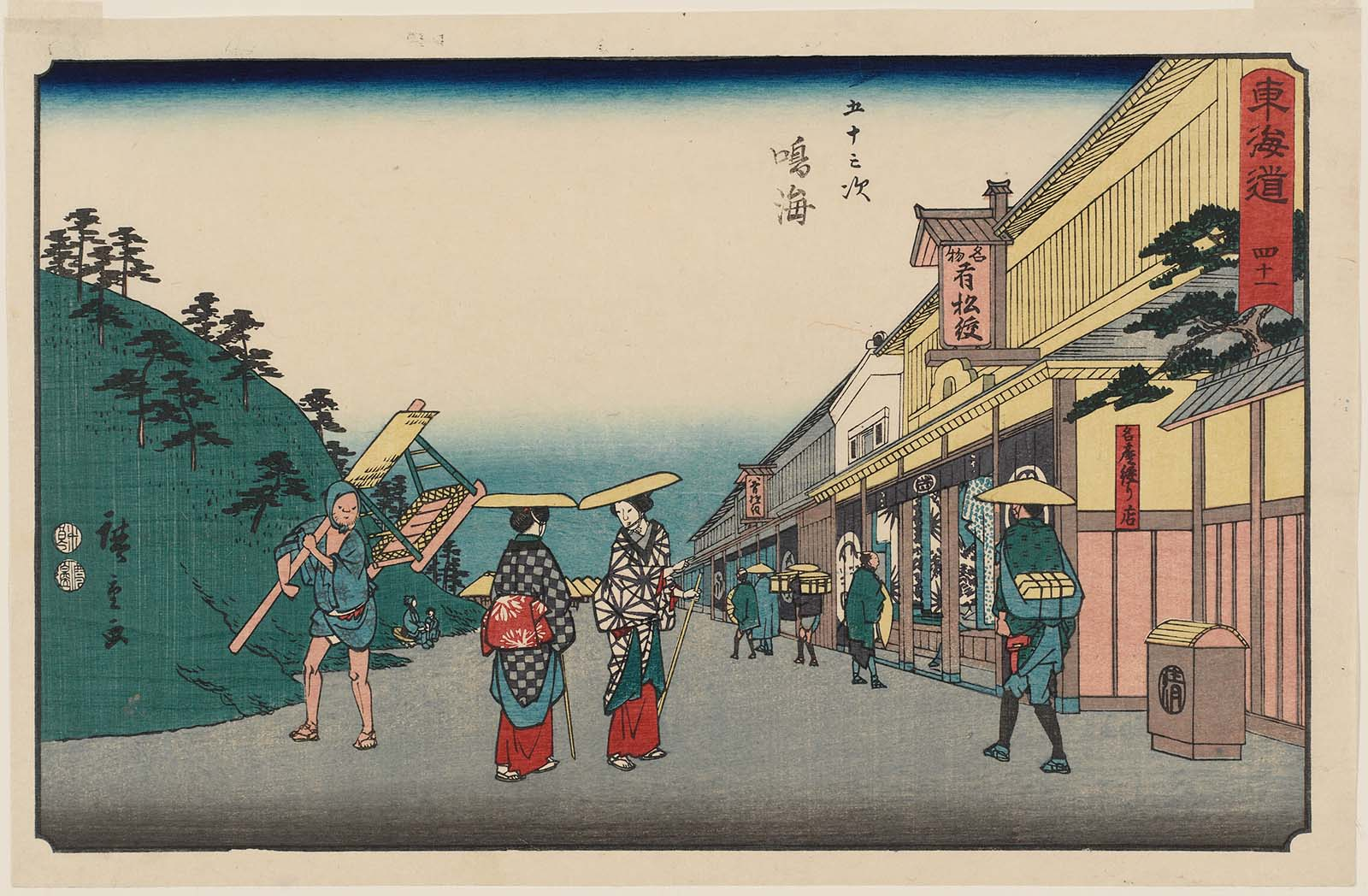
歌川広重『東海道五十三次（隷書東海道）』に描かれた有松・鳴海絞り

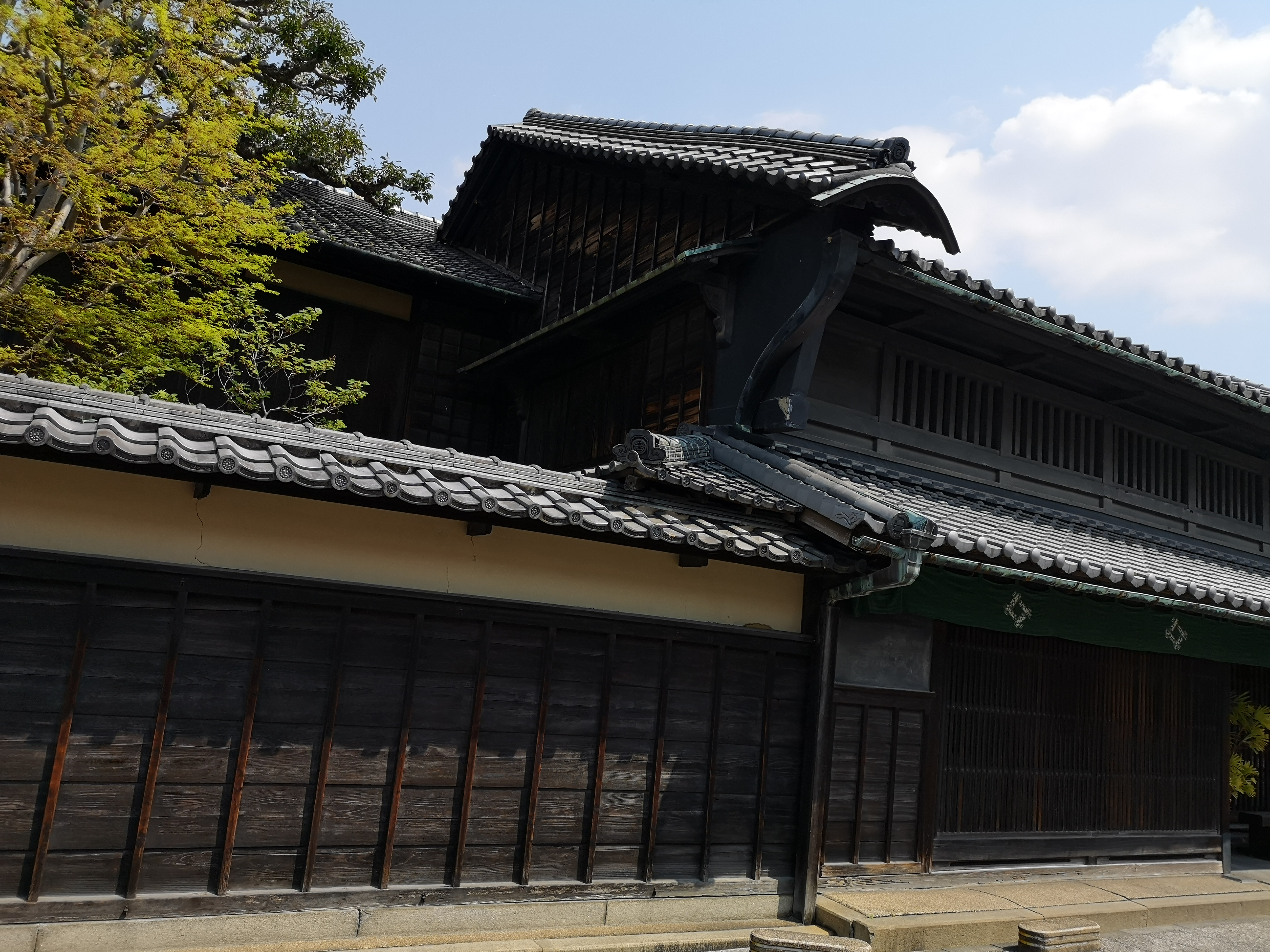
隣家からの延焼を防ぐ効果が期待されるうだつが設けられた住居。

もともと絞り染めの生産は有松のみで行われ、隣町の鳴海で販売されたものだった。当初は、蜘蛛の巣のような絞り模様を染めた手拭いを竹竿にかけて旅人に売って小銭を稼いだが、寛文年間（1661年 - 1673年）に馬の手綱に適した錣絞り（しころしぼり）が開発され、これを藩主に献上したことで広く知られるようになった。寛文年間には、紅や紫などの多彩な絞りも発明されて旅人の目を惹きつけ、しだいに技術も進歩して有松の絞り染めは大きな進歩を遂げた。『尾陽寛文記』によれば、1696年（元禄9年）の時点で有松村には2,3軒の絞り屋しかなかったものの、半世紀後には有松・鳴海地方一円で絞り屋が見られるようになったという。
有松での絞り染めが盛んになるにつれ、周辺地域でも絞り染めが生産されるようになっていった。なかでも東海道の宿駅として知られた隣村の鳴海においては、比較的早期に農家の副業の域を超えて絞り染めが行われるようになり、各工程で職工を雇って絞り染めを専業とする者もいて、「鳴海染め」の名で知られるようになった。他村で濫造された絞りには質の悪いものもあり、絞り製品そのものの評判を落とすこともあった。こうした状況に対し、有松は尾張藩に他地域における絞り染め生産の禁止を訴え、1781年（天明元年）尾張藩は有松絞りの保護のため、有松の業者に絞りの営業独占権を与えた。有松に「絞改会所（しぼりあらためかいしょ）」を置き、製品の規格を定めて検印を押すこととしたものである。ただし、絞りの生産が全て有松の町で行われていたわけではなく、鳴海を含む周辺地域への工程の下請けが広く行われていた。なかでも「くくり」の工程は、有松近辺の村々において婦女子の賃稼ぎとして広く普及した。1822年（文政5年）の「尾張徇行記」によれば、鳴海村や大高村など有松村以外で絞り染めを行う者は有松村に運上金を納めており、尾張藩の庇護によって有松が生産販売を一手に掌握していたことがうかがわれる。その後も絞り染めに対する統制は強化され、有松は尾張藩の庇護の下絞り染めの独占を続けたが、幕末になると天保の倹約令など凶作に苦しむ領民の生活扶助のため独占権が解除された。
尾張藩の保護によって高級な土産物として発展した有松絞りは、参勤交代や、武士や医者や商人など江戸に用あって東海道を往来した者たちによって、江戸をはじめ全国に知られるようになった。藩主の光友は、5代将軍綱吉に将軍職継承を祝して絹で絞った有松絞りの手綱を「くくり染め」と名付けて献上し、吉例とした。参勤交代の諸大名のほとんどが、竹田庄九郎を創業者とする「竹屋」で休息し、土産物として有松絞りを競って買い求め、江戸や大阪へもしばしば出荷した。その盛況ぶりは、当時の子どもが唄った盆歌「ぼんならさん」にも「ここはどこかと子供に聞けば ここは有松竹屋の店よ 店の飾りは鯉に滝 雲に竜 笹に虎」と唄われている。「竹屋」の2代目竹田庄九郎は17世紀後半に浴衣が一般に普及するに伴い、衣料としての絞り製品の開発に着手するとともに、藍染以外の染色の開発にも携わり、産業としての有松・鳴海絞りの基礎を構築したことでしられる。
有松・鳴海絞りの最初の隆盛期は、18世紀中頃にかけての江戸時代前半から中盤とみられる。1781年（天明元年）には有松村は110戸610人にまで規模拡大し、人口のうち121人は仕事のために他村から有松に通う下人であった。
有松村は1784年（天明4年）の大火で全焼し、有松・鳴海絞りは壊滅的な打撃を受ける。およそ20年をかけた復興により、かつて萱葺であった屋根はすべて瓦葺となり、火災に強い塗籠造で再建され、現代に残る重要伝統的建造物群・町並み保存地区としての有松の風景がうまれた。19世紀はじめの時点で2軒だった絞り問屋は、文化文政時代（1804年-1830年）のうちに20軒に及び、第二の隆盛期を迎える。1844年（天保14年）には135戸516人の人口のほかに多数の下人が通い、大火以前を上回る発展を遂げた。歌川広重の東海道五十三次をはじめ、役者絵や美人画の衣装として多くの浮世絵に描かれた。十返舎一九の滑稽本『東海道中膝栗毛』においても、金がなくて手拭いしか買えなかった登場人物・弥次郎兵衛を通して「ほしいもの有まつ染よ人の身のあぶらしぼりし金にかへても」と描写された。

### 明治期から昭和期

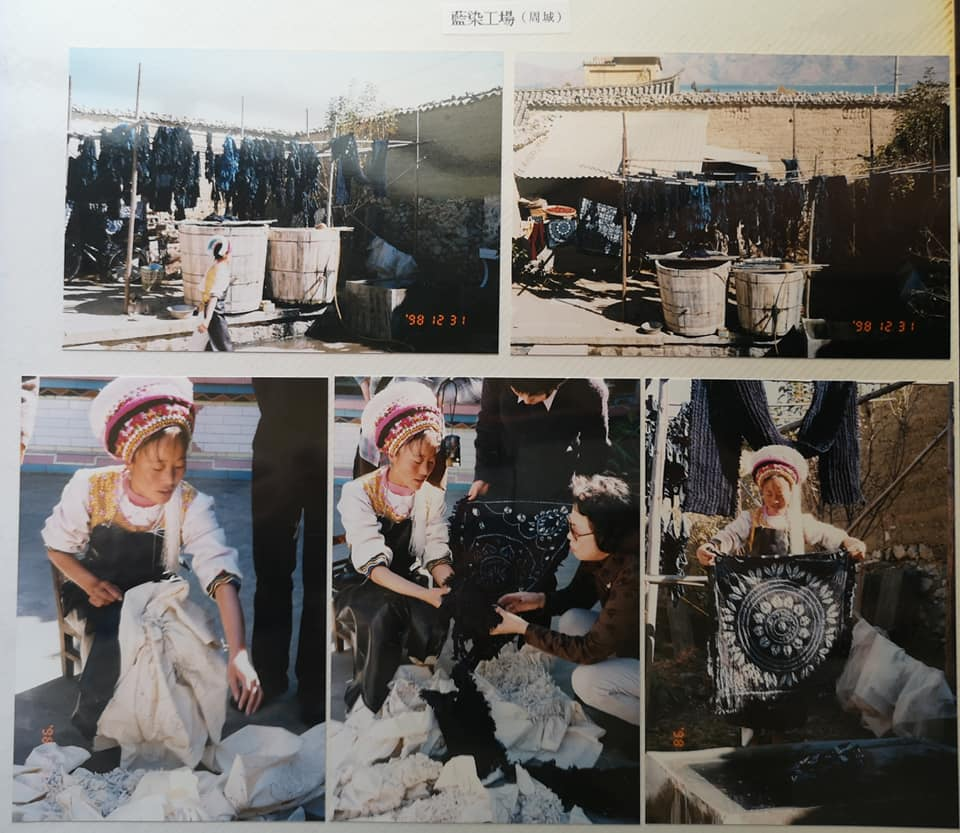
雲南省大理周城のペー族による絞り染め工場における絞り染めの様子（1998年）

明治期に入ると、営業の自由が保障されたことから鳴海や名古屋や大高などの周辺地域や、愛知県以外でも全国各地で絞り染めが生産されるようにもなり、東海道が交通の中心から外れたことも影響して、有松の絞りは衰退期を迎える。しかし、明治の中頃以降は販路の拡充や新しい技法の開発などの努力が実り、生産量も増加した。明治維新によってかつての行政上の特権は失われたが、新技法の開発と共に特許の取得も行われ、これらの特許に守られて有松絞りは全盛期を迎えることになる。1894年（明治27年）の有松町の職業別戸数統計によれば、絞りを生業とする家は310戸あり、農業100戸、その他50戸を大きく上回りおよそ7割が絞り業に従事した。
この時代のキーパーソンのひとりに、鈴木金蔵（1837年 - 1901年）がいる。「嵐絞り」や「雪花絞り」など、棒や板や機械を用い、生産性が高く斬新な絞り模様の数々を考案し、「中興の祖」とよばれた。
明治期には、古くからある「蜘蛛絞り」の糸を機械式にかける手回しの道具や、それを動力化した「機械蜘蛛絞り」も考案された。一部機械化によって蜘蛛絞りが大量に生産された。また、1916年（大正5年）には「縦引き鹿の子絞り」の、1933年（昭和8年）には「横引き鹿の子絞り」の腕金が発明され、指先でくくるよりも早く習熟し、安定した製品が生み出せるようになっていった。
1905年（明治38年）には、絞りの改良と販路拡充などを目的とした「有松絞商工業組合」が結成された。1907年（明治40年）には、この有松絞商工業組合と名古屋の国産絞同業組合が母体となり、「愛知県絞同業組合連合会」の結成につながる。1916年（大正5年）の有松の絞り生産量は105万反であったが、1919年（大正8年）には120万反に達した。絞り製品の輸送は、名古屋までは馬車や人力車頼みであったものが、1917年（大正6年）に名古屋鉄道（名鉄）のもととなる有松線が熱田から笠寺、鳴海を通り有松まで開通したことによる影響もあったとみられる。この時期の有松・鳴海絞りは絹織物の絞りを多く取り扱い、着物のほかに長襦袢や鼻緒、帯揚げ、風呂敷など製品も多様化した。
戦前には年間100から120万反を生産して安定していた有松鳴海絞りも、第二次大戦中には戦時統制が強化されて原料が入手できなくなり、多くの業者が転廃業を余儀なくされ、衰退する。戦後に統制が解除されると、1936年（昭和11年）頃と1948年（昭和23年）から1949年（昭和24年）にかけての1年間、アフリカのコンゴへ絞の輸出が行われ、戦後は為替レートが540円 - 700円で絞輸出が復興のきざしの礎になったが、1949年（昭和24年）に1ドルが360円の単一為替レートに設定されると採算が取れなくなり輸出が止まった。しかし、この際の加工賃総計は1億3000万円に至り、この利益はその後有松での絞りの生産が活性化する契機となった。
1952年（昭和27年）に有松の業者で「有松絞商工協同組合」が結成され、1960年（昭和35年）以降、高度経済成長によって社会にゆとりが生まれると伝統的な工芸品が見直されるようになり、有松・鳴海絞りの生産量も増加した。しかし、昭和の中頃を過ぎると着物離れや安い中国製の製品との競争、後継者難などから生産量は減少した為、問屋業から小売業への転換や廃業が相次いだ。問屋業から小売業への転換は非常に困難を極め、20世紀末にはかつて100種類を越えた技法も大きく数を減じた。
20世紀には、人件費の高騰と人手不足により生産力が著しく低下したことから、絞り染め工程の中核である「くくり方」を人件費の安い諸外国に求める動きもあり、当初は韓国へ、1980年代には中国への生産委託を開始した。なかでも中国雲南省ペー族への業務委託は、伝統的に絞り染め生産を行う文化をもち類似する技法や技術を有する地域への生産委託であったため、よくある生産コスト重視の海外委託とは一線を画した。雲南省には有松から職人が直接指導に赴き、有松絞り特有の括り技法を伝授してくくり手の確保に努めたほか、綿等の生地の調達から縫製までの全工程を現地工場に委託するため、数度の現地視察を行った。雲南省での生産は1984年（昭和59年）から本格的に開始され、浴衣や着物への依存からの脱却をねらい、新たな用途や製品の生産委託を目指した。その結果、土産物や生活雑貨の廉価な絞り染め製品が製造され、現地に伝承されていた絞り染めと融合した意匠を持つ新たな製品として日本に戻ることとなった。
中国では、雲南省に先立ち沿岸部の江蘇省、広東省、上海市でも、絞り染めの委託が行われた。1960代後半に京都の絞り職人が中心となって農村部の女性にくくり技法を指導していた地域で、文化大革命により一時途絶えるも1974年（昭和49年）頃から再び京都の絞り商が部分的に中国生産委託を行っていたところに、1982年（昭和57年）から有松の業者も参入したものであるが、既存の絞り技術を持たない地域では技法が限られ、鹿の子絞りを中心とした従来の着物生地の生産が委託された。
1975年（昭和50年）9月に愛知県内で初めて国の伝統工芸品に指定された他、1992年（平成4年）には名古屋市で第1回国際絞り会議の開催され、「ワールド絞りネットワーク」の設立、新素材を用いた製品の開発や国外の見本市への出品など、有松・鳴海絞り振興のための取り組みが行われている。20世紀末には絞りの「くくり」で生じる皺を伸ばさず、その凹凸を形状記憶によって活かす「新しい絞り」も注目されるようになり、三宅一生やコシノヒロコら著名なデザイナーがこの布地を用いた作品をパリコレ等で発表した。中部電力技術開発本部が開発・商品化した「電磁誘導加熱式オートクレープ」は、それまで困難とされてきた天然繊維の形態安定も可能とし、有松の絞り業者に多数導入されている。

### 21世紀

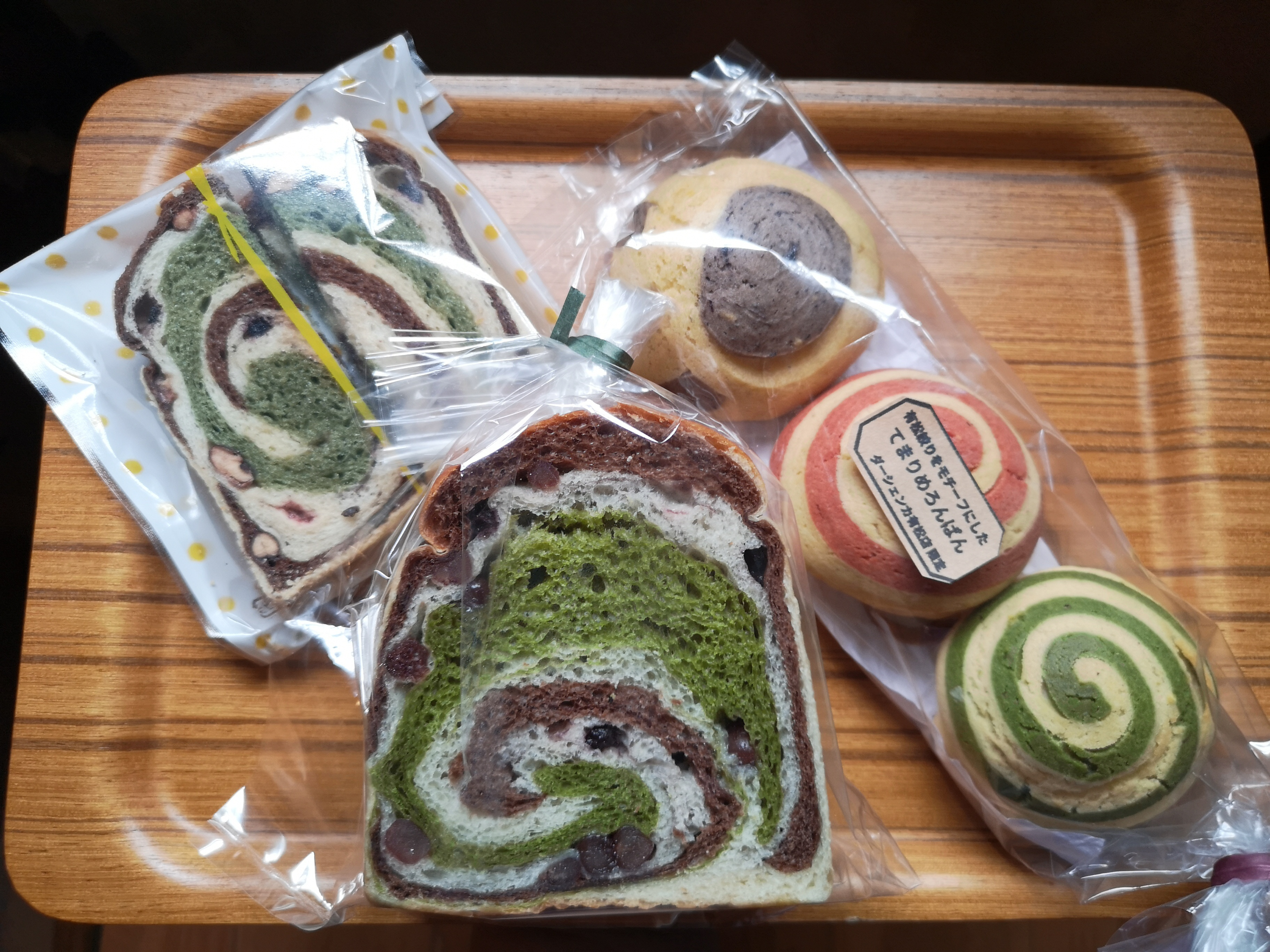
有松絞り食パン

21世紀初頭においては名古屋市市長の河村たかしが、2009年（平成21年）に市長に就任して以来、愛用していることでも知られる。
2015年（平成27年）11月、有松絞りをイメージし、抹茶や紅麹などの4色の生地で染め分けられた断面が特徴の「有松絞り食パン」が、秋田市の大学が主催した観光プランコンテストで優秀賞を受賞した。「有松高校生町おこしプロジェクト」代表をつとめる名古屋経済大学高蔵高等学校の高校生により考案されたもので、翌2016年（平成28年）4月から有松地区内の手づくりパン店で商品化された。
2019年（令和元年）5月、文化庁によって「江戸時代の情緒に触れる絞りの産地〜藍染が風にゆれる町 有松〜」として、日本遺産に認定された。
2020年（令和2年）前半期の 新型コロナウイルス感染症流行期には、飛沫感染予防のための布マスクを製造して人気を博した。

## おもな絞り技法

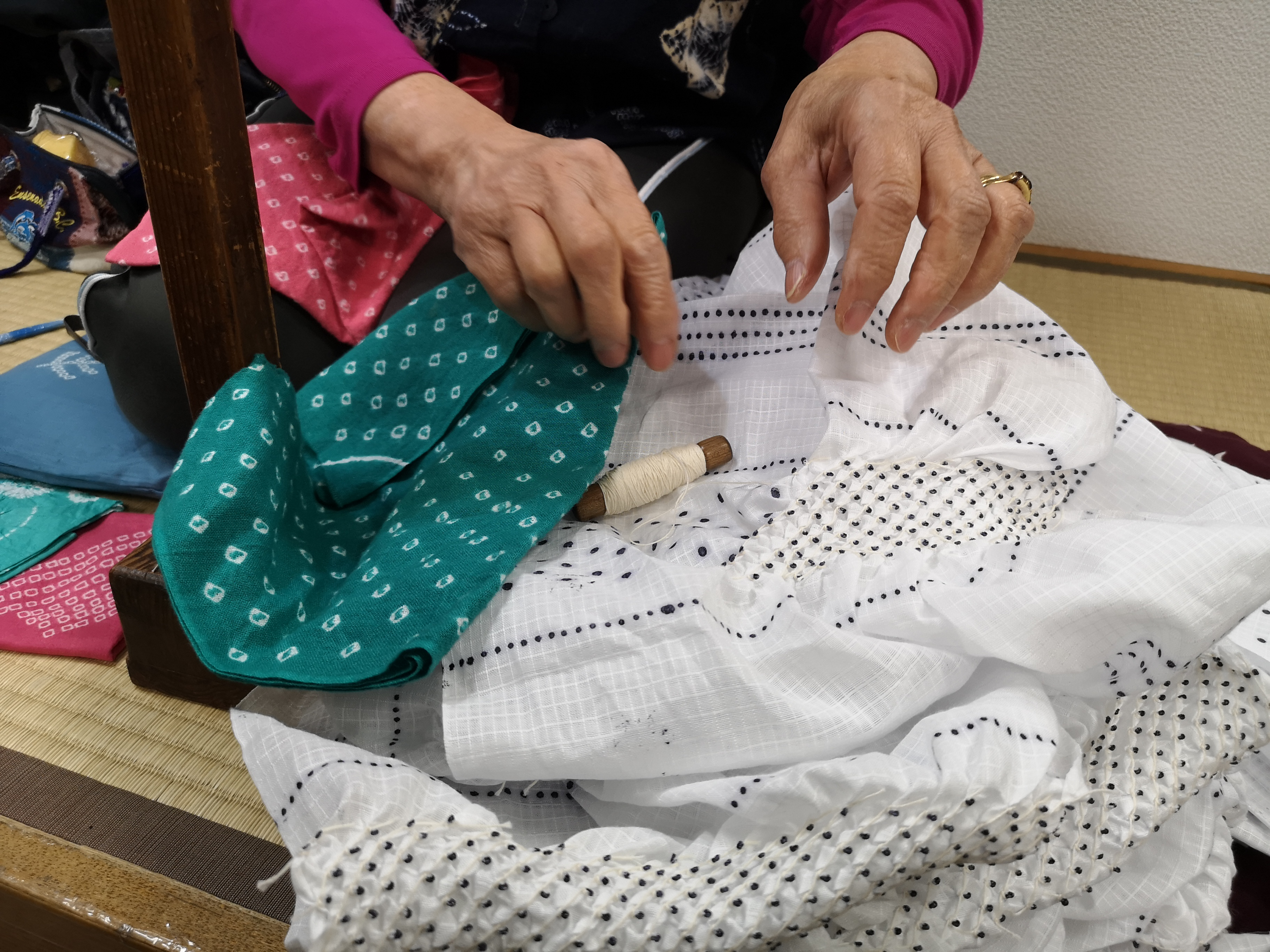
鹿の子絞のくくりの様子（白布）と、染色後（緑布）

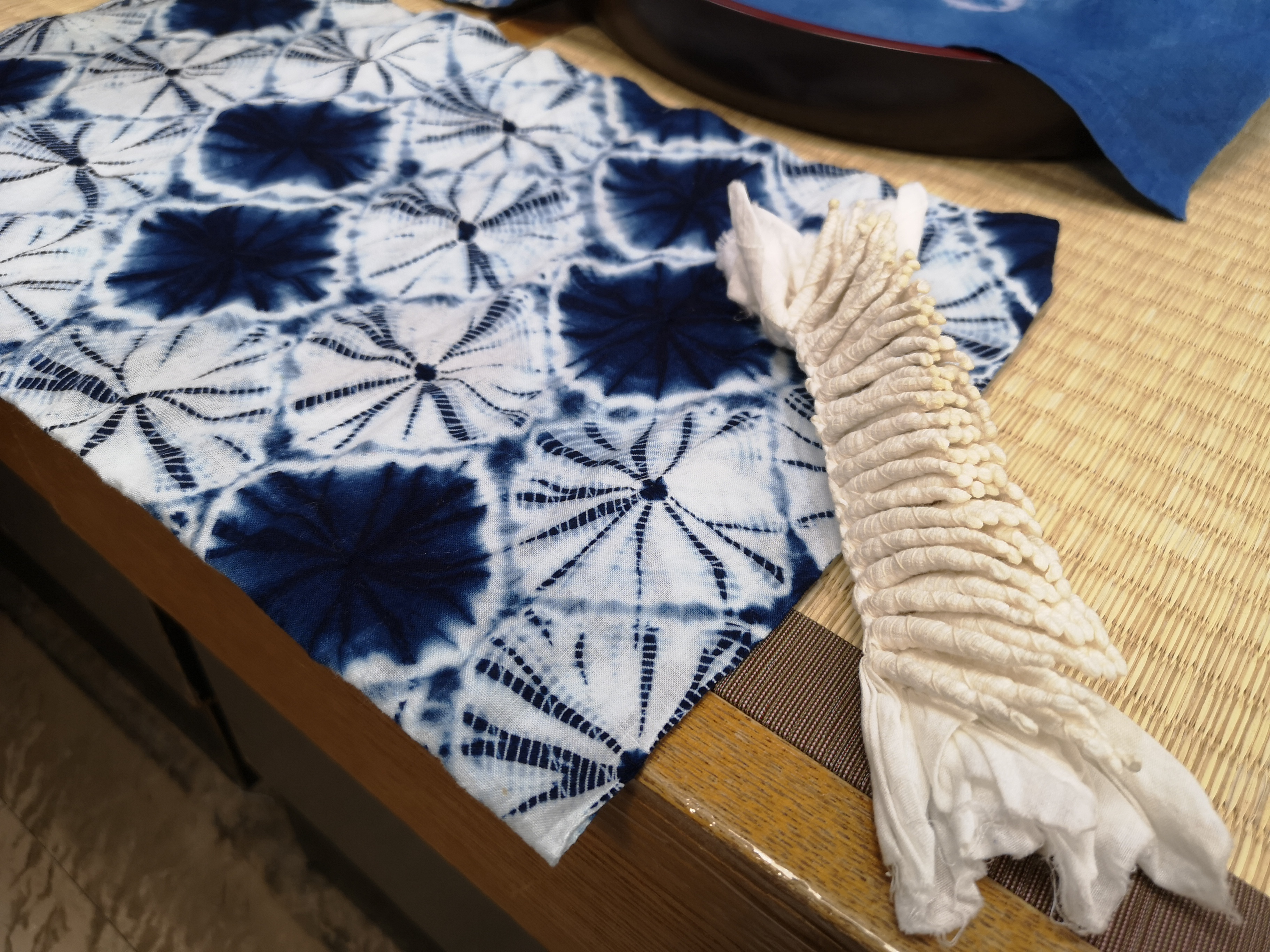
手蜘蛛絞の染色前と、完成品

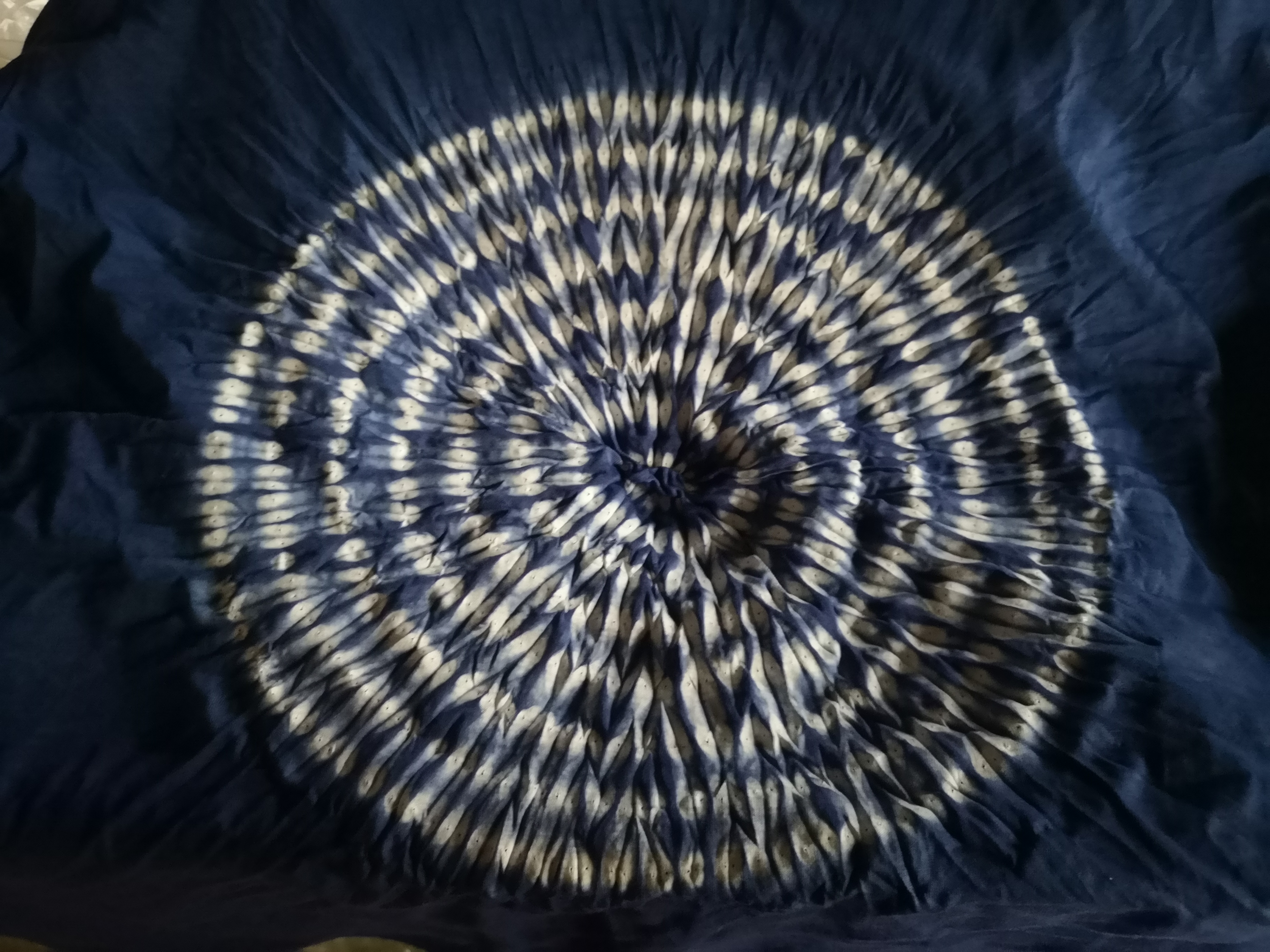
唐松縫絞りの糸抜き後、湯のし前（初心者の絞り体験作品）

麻糸で根巻きするだけの簡易な技法のほか、鈎針などを使う絞り括り、長針を用いた縫い絞りなど、「くくる」「縫う」「はさむ」の3種を巧みに組み合わせた様々な技法がある。
絞りの種類を大別すると、「くくり絞り」「縫い絞り」「桶染め絞り」「板締め絞り」の4種が20世紀以降にも継承された。絞り模様は、こうした技法の組み合わせにより多様な種類があり、最盛期には100以上があった。なかでも代表的な絞り模様についてここに記す。
豆絞り（まめしぼり）
芯に豆を入れて布をくくる技法。粒が丸く、大きさがそろっているという利点から古い小豆を使用するのが一般的で、これを3つないし4つずつ寄せて絞り模様とする。1853年の『守貞漫締稿』に記載された「三つ目結」「四つ目結」にあたる。もっとも初歩的な技法であり、豊後から有松地域に伝わり、「三浦絞」等の原型になったとみられる。
手蜘蛛絞り（てくもしぼり）
有松絞の竹田庄九郎によって作られた柄の一種で、下絵を用いない。布地を鉤針に引っ掛け、指先で中心から傘を畳むようにして襞をとり、その皺を寄せるように根元から糸を巻きあげて絞る。
機械蜘蛛絞り（きかいくもしぼり）
手蜘蛛絞りの襞をとらないかわりに、類似の模様をより細かい粒に加工する技法で、手加減で伸縮する鉤針の出入や手廻しで糸巻きする部分を電動機械で絞り上げる。
三浦絞り（みうらしぼり）
鳴海絞の代表的な絞り模様であり、生地の下から指で布を持ち上げ、一粒ずつひっぱりあげながら糸で巻く。配列や技法の変化で「横三浦」「やたら三浦」「筋三浦」「石垣三浦」「大小三浦」「疋田三浦」など多種多様な発展を遂げた。なかでも21世紀の疋田三浦は京鹿ノ子に勝るとも劣らぬ精緻な文様となっている。
嵐絞り（あらししぼり）
明治期に鈴木金蔵によって考案された技法のひとつ。直径約9センチメートルの丸い棒に布を斜めに巻きつけ、その上から糸をぐるぐるに巻きつけて、棒ごと染めあげる。「棒絞」「棒巻き絞」とも称し、細い斜めの絞り柄が入る。
筋絞り（すじしぼり）
1784年（天明4年）の有松大火の後に考案されたくくり技法で、長針で布を縫い、ひだをとりながらきつく巻き上げる絞り。この技法を応用した模様に、「養老絞」「柳絞」などがある。
雪花絞り（せっかしぼり）
鈴木金蔵によって考案された技法のひとつ。三角形をした2枚の板に布を挟み、手に持ったまま染料をつける染織技法。三角形の板の形状や布を四つ折りや六つ折りにすること、折る回数を変えること、複数の染料を用いることなどにより柄に変化が生じ、多様な種類がある。
叢雲絞り（むらくもしぼり）
青い筋の中に白地が残る絞り模様。
杢目絞り（もくめしぼり）
絵付けされた布の線に沿って一定の間隔で平縫いをし、固く締める。不規則に生じる皺が杢目のような模様となる。
唐松縫い絞り（からまつぬいしぼり）
円型や角型や菱型等、左右対称の柄を中心で半分に折り、下絵の線に沿って外側から織った2枚の布をまとめて、順列で何本も平縫いをして、それぞれを固く締める。
折り縫い絞り（おりぬいしぼり）
下絵の線に従って布を山折りにし、その山の下を浅く折り畳みながら縫い、固く締める。「つまみ縫い」「山縫い」とも称される。
このほかにも、「鹿の子絞り」「日の出絞り」「みどり絞り」「貝絞り」「巻き上げ絞り」「柳絞り」「帽子絞り」「縫い締め絞り」等々がよくしられている。

## 製品および生産工程

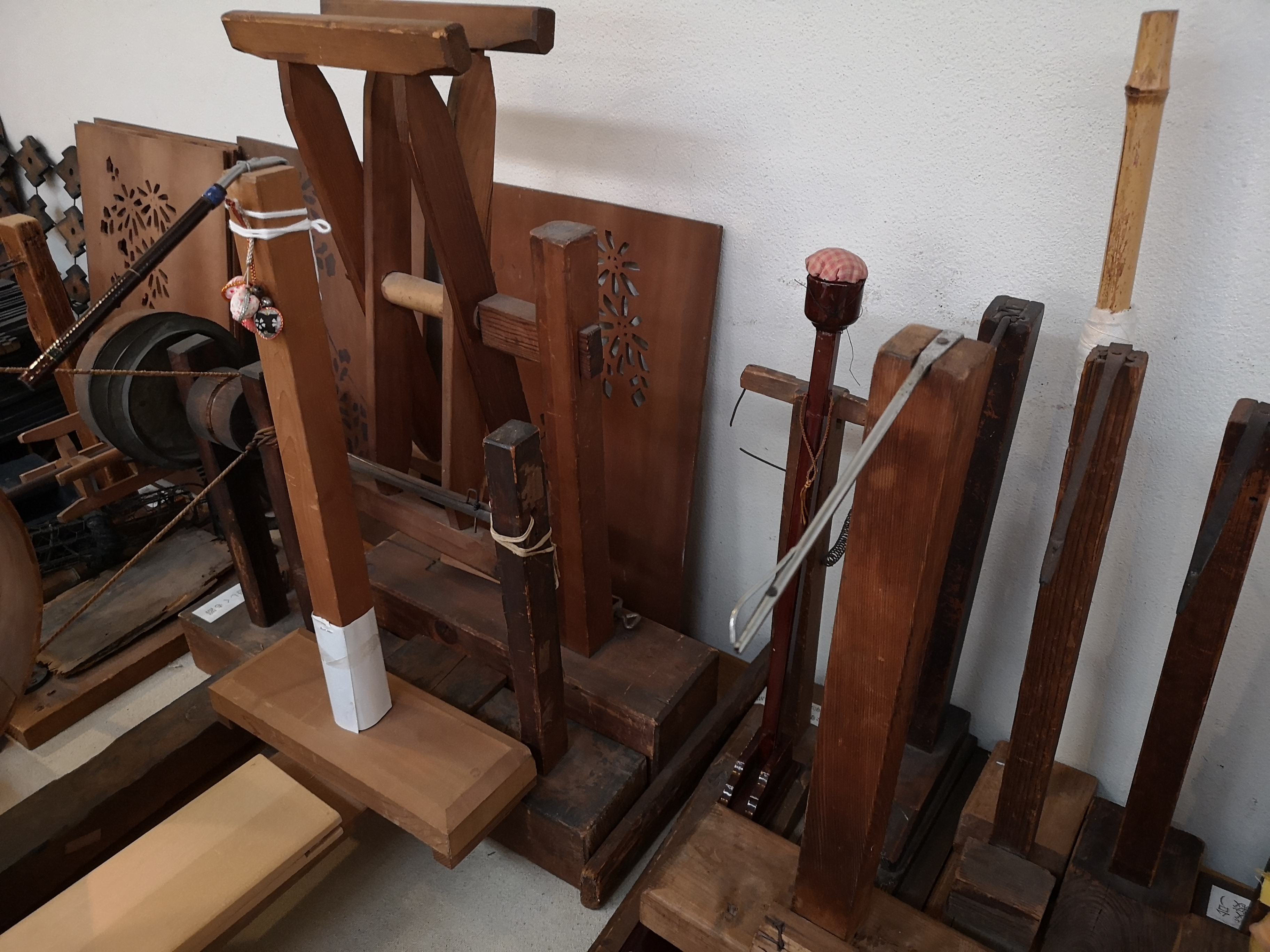
絞りのくくり道具。絞り模様ごとに専用の道具がある。

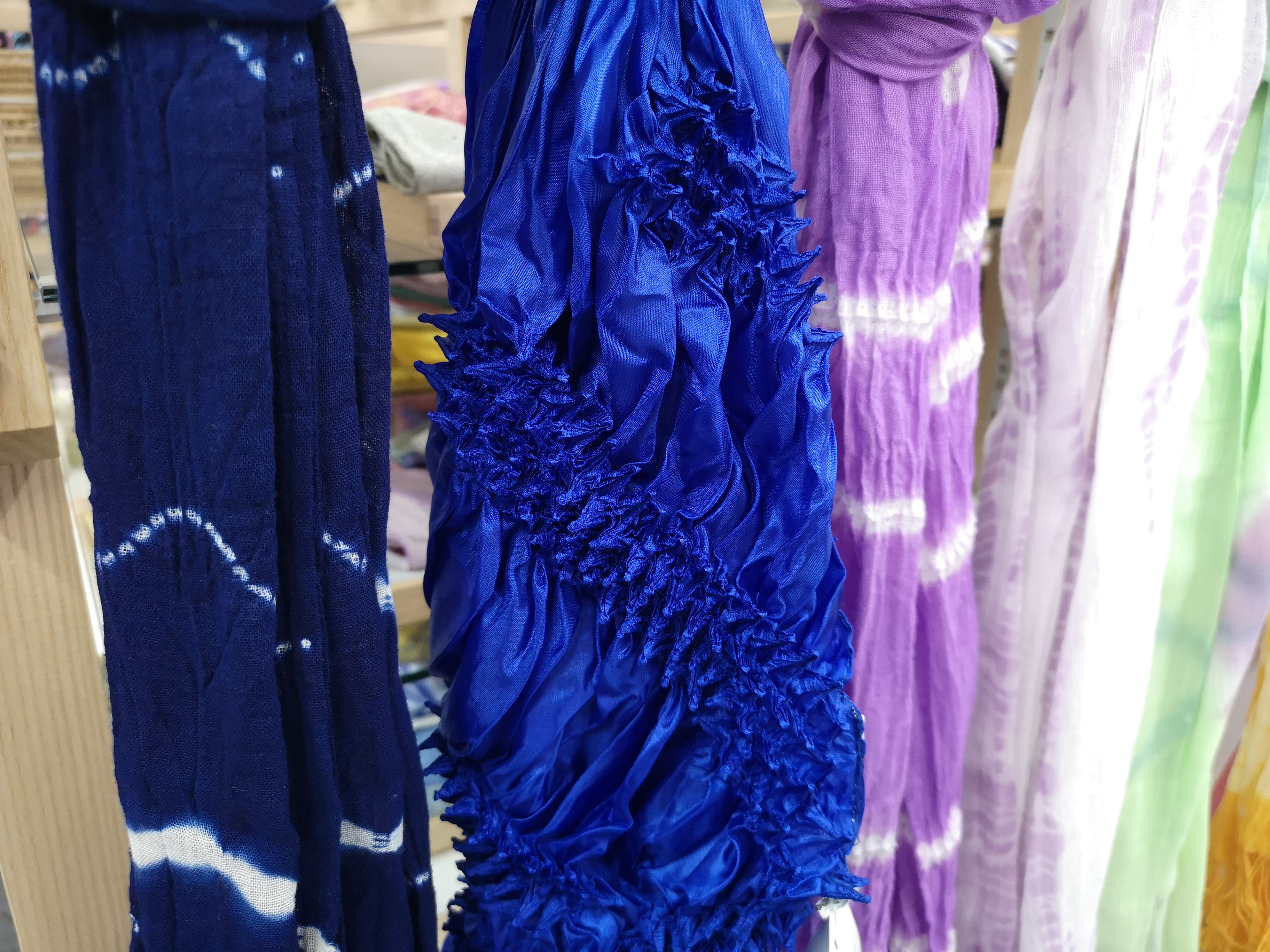
21世紀の有松絞のスカーフ

従来の手ぬぐいや浴衣など和洋の衣類に用いる木綿のほか、振袖や訪問着などの絹織物、インテリアなど、様々な用途に活用されている。模様だけでなく、絞りで生じた布の凹凸やプリーツといった絞りの特性を活かした新たな素材の開発や、アート作品としての新たな絞りを模索する研究も進められている。
製品が誕生するまでには、複数の専門職人の手を経て平均50日から60日を要する。複雑な手工技術に支えられた産業であり、技術者の減少と後継者不足によって需要を満たせない課題が、20世紀以降明らかとなっている。
有松・鳴海絞りは問屋制家内工業で、21世紀初頭においては、愛知県絞工業組合が約40名からなる組合員を統括し、組織的に生産している。
絞り模様を生み出す「くくり方」は、各技術者が一人一芸を基本とし、約100名の職人がそれぞれに技を継承する。有松・鳴海絞りは日常生活における実用品であり、通常は使い捨てるため、作品や資料の保存は歴史的に優先されてこなかった。そのため、くくりの手法は見よう見まねで継承され、一定の地域に代々特定の技法が受け継がれた。くくり方は、専業の職人ではなく、かつては周辺地域で農家の女性の副業として広く行われた。昭和の中頃まで、女性達が農家の縁側などに集まり、世間話をしながらくくり仕事をした光景は、緑区だけでなく、南区、昭和区、豊明市、知多半島、三河地方など一帯でみられたという。きんさんぎんさんは2人ともこの工程にたずさわっており、有松・鳴海絞会館にはきんさんぎんさんに縁のウコン桜が植えられている。
一般的に、有松・鳴海絞りの大まかな生産工程は以下のような流れとなっている（技法によってはこれに当てはまらないものもある）。一連の工程は分業化されており、複数の業者がかかわる。下絵付けした布をくくり方に配り、仕上がりを回収してまわる役割の者は「取次職」とよばれ、「影師」ともよばれた。

### 生産工程
1. 絞り製造問屋 - 「絞り商」とよばれ、全工程の中心にいて大きな影響力をもった[48]。図案師が提出する見本をもとに、絞り商が製品を企画した[48]。
2. 型彫り - 切れ味のよい小刀やハト目抜きで、図案に基づいて模様を切り抜いたり穴をあけたりして、型紙を作る[9]。
3. 下張り、下のし - 下絵をつけやすいように、糊を塗布する、もしくは湯のし（湯気を当て布の皺を伸ばす手法）にし幅を揃える。
4. 下絵 - 型彫りされた型紙を使い、摺り師が布地の上から青花液(あおばなえき)で下絵を刷り込む[1]。この下絵は括り作業のためのもので括りで使用された後に消される。青花液は、栽培種の露草の花弁から色素を酸で抽出し、和紙にしみこませて乾燥させておいてものを必要に応じて水に溶いて液とする[1][9]。
5. 絞り括り - 絞り職人が下絵に合わせて布を綿糸で括る[1]。技法により加工方法や道具が異なるため、通常4人から5人の絞り職人の手へ順繰りに廻され、それぞれ図案の指定する箇所を加工する[9]。代表的な道具には、烏口台・鹿の子台・巻き上げ台などがある[9]。
6. 漂白 - 下絵や括りの作業の間についた汚れを落とす。
7. 染め分け - 何色かに染め分ける場合は染めない部分の防染作業を行う。
8. 染色 - 布地を染める。糸によって締められた部分には染料が染み込まないため、抜糸後に模様ができる[1]。専業の染屋によって行われ、一般的な浸染めのほか、特殊な染め方をする場合もある[9]。染め方は布の用途や量によっても異なる[9]。染液は、それぞれの布に適した染料や助剤などを使用して、そのつど調合される[9]。
9. 糸ぬき - 括りの糸を取り除く。絞りの種類によって糸抜き法も異なり、4種に大別される[9]。糸抜き法には、1反分の糸を抜くのに数日を要するものもある[9]。
10. 湯のし整理 - 蒸気をあてて布の皺を取り、布目を整える[1]。
11. 付帯加工 - 必要に応じて付帯加工を行う。
12. 仕上げ検品 - 製造問屋による検品。仕上げには、反物として巻かれる仕上げと、仮縫いして図柄がわかるようにする絵羽仕上げがある[9]。

## 祭事

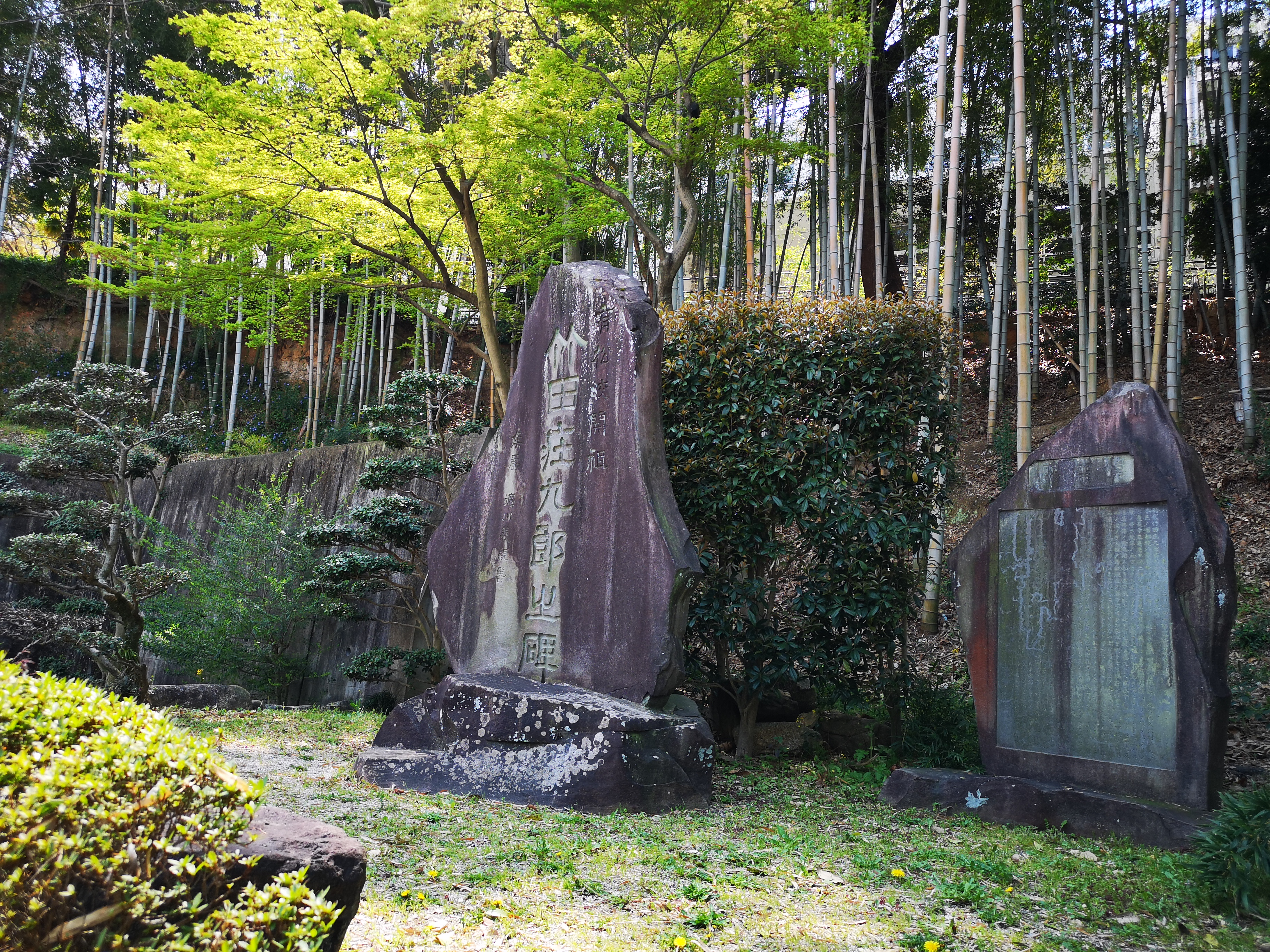
有松絞り開祖の顕彰碑（有松・鳴海絞会館）

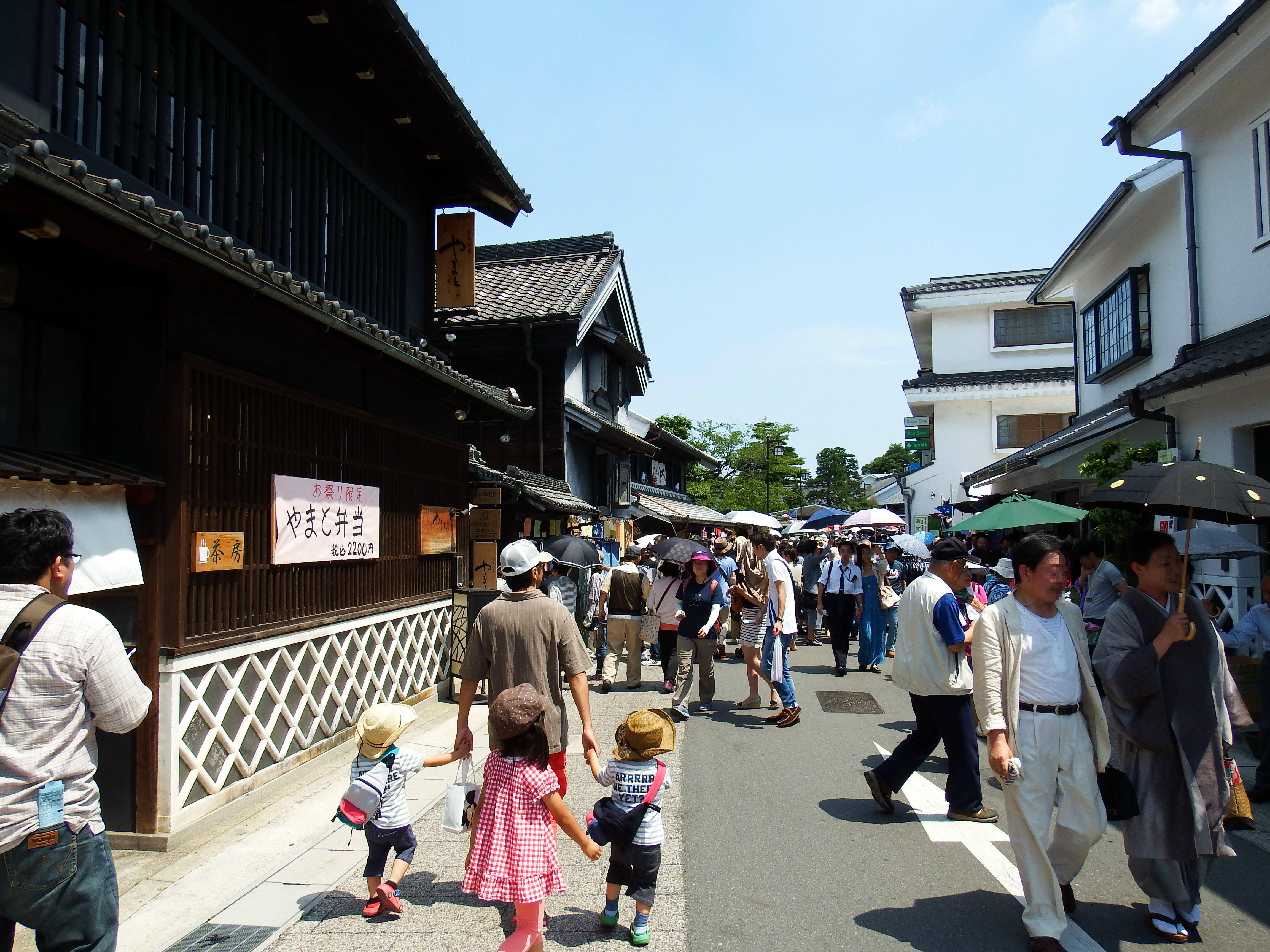
有松絞りまつり（2014年）

### 天満社の祭礼
有松の氏神である有松天満社は、1798年（寛政10年）に有松の絞り業者の寄進によって創建された。その祭礼行事は、かつては絞り商人の祭であり、3両の山車の建造や祭り運営の費用もほぼ全額を絞り商人が負担した。20世紀後半においては、町全体の合議によって地区民全体の祭として運営されているが、有松の絞り問屋20軒あまりが私財を投じた傘鉾を手に参列し、馬の手綱や御幣や鈴も有松絞りに彩られ、山車をひく曳子全員が有松絞りの揃いの浴衣に身を包む、絞りの町ならでは祭礼が受け継がれている。

### 絞り祭り
1933年（昭和8年）に有松絞りの開祖・竹田庄九郎の顕彰碑を建立したことをきっかけに、翌1934年（昭和9年）から絞り業者中心に行われるようになった法要である。庄九郎および、約400年に及ぶ絞りの研究や改良に携わった功労者を慰霊し、主な行事は、開祖の慰霊祭、功労者の法会、絞りの研究会や廉売会などである。第二次世界大戦中は中断されたが、戦後はあらたに結成された有松絞り頌徳会の主催により、竹田庄九郎の命日とされる毎年3月11日に町内の祇園寺で営まれている。

### 有松絞りまつり
毎年6月第1土日に有松地域で開催されている絞り産業の祭りで、全国から観光客が訪れる。技法の継承と復活が産地の証であるとの考えから、数十種類の絞り技法のテキスタイルを町内に展示する。戦前から散発的に開催され、1985年（昭和60年）より定期的に行われるようになり、2019年（令和元年）までに35回を数えた。

## 有松絞りと鳴海絞り

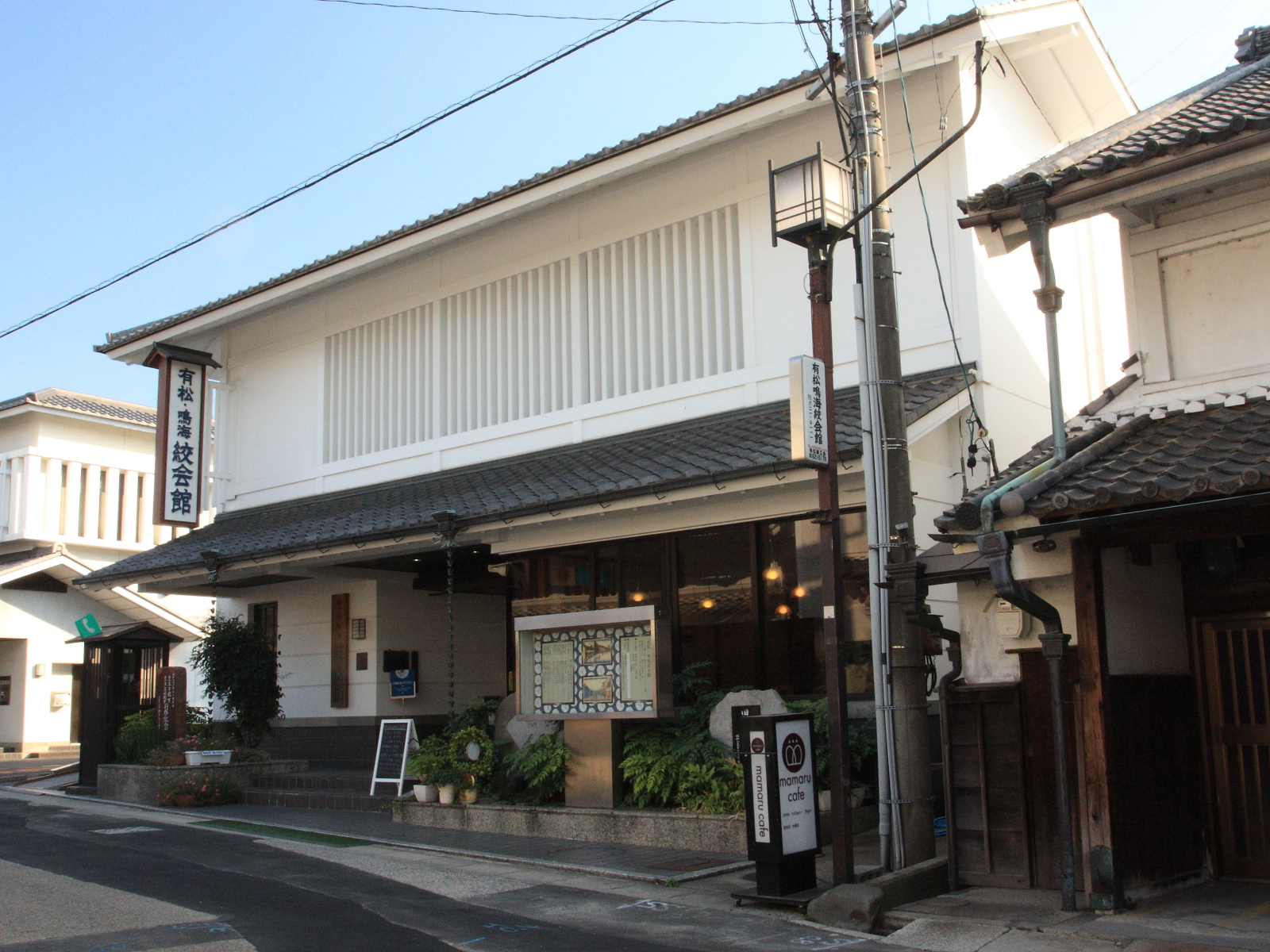
有松・鳴海絞会館（2009年）

有松と鳴海は、2020年現在共に名古屋市の緑区に属しているが、名古屋市に編入されるまでは有松は知多郡、鳴海は愛知郡に属しており、元々は全く別の地域である。有松絞りと鳴海絞りは現在でこそ「有松・鳴海絞り」として一括して伝統工芸品に指定されているが、江戸時代より互いに本家争いや販売、訴訟合戦を繰り返し、戦後に友禅の人間国宝山田栄一を鳴海絞りの人間国宝にもしようと運動が行われた際には、有松側から横槍が入ったと言われる。なお、江戸時代にも絞り染めの生産の中心は一貫して有松地域であったが、正式な宿場ではない有松は旅人の停留する所ではなく東海道五十三次の一つであった鳴海宿においても販売を行ったことから、有松絞りも江戸では専ら「鳴海絞り」と呼ばれていた。しかし1984年（昭和59年）に有松・鳴海絞会館が完成し、初代館長の思いを反映し有松に存在する建物ではあるが名称に有松・鳴海を併記することで、本家争い・訴訟合戦に決着が着き、共に協力して行く体制となった。